# Hamid Hassani
Hamid Hassani (eller Hamid Hasani (persisk: حمید حسنی; født 23. november 1968 i Saqqez, Kurdistan i Iran)) er en iransk akademiker og forsker, der har koncentreret sig om persisk leksikografi, ordbogsudvikling og persisk korpuslingvistik. Han er også ekspert i persisk, arabisk og kurdisk prosodi (læren om længden, styrken, stemmefarven og tonehøjden på lydene i et sprog).
Han har skrevet syv bøger og mere end 120 artikler og foredrag om persisk, arabisk og kurdisk sprog og litteratur. Hassani har også udgivet værker om persisk leksikografi, Korpuslingvistik og konkordans-ordbøger.
Han har holdt tre internationale forelæsninger: to forelæsninger på engelsk og persisk i Oslo (september 1997 ved Universitetet i Oslo, Blindern) og et på persisk i Dushanbe i Tadsjikistan (marts 2006).
Hassani arbejder på akademiet for Sprog og Litteratur i Teheran.

## Eksterne links
- Hamid Hassani på The Linguist List Arkiveret 23. august 2004 hos  Wayback Machine
- Hamid Hassani på The LinkedIn
- Hamid Hassani på Academia (Webside ikke længere tilgængelig)
- (فرهنگِ زبان‌آموزِ فارسی, med Behruz Safarzadeh Arkiveret 21. oktober 2013 hos  Wayback Machine

 Der er for få eller ingen kildehenvisninger i denne artikel, hvilket er et problem. Du kan hjælpe ved at angive troværdige kilder til de påstande, som fremføres i artiklen.